# Clistoabdominalis reipublicae
Clistoabdominalis reipublicae är en tvåvingeart som först beskrevs av Walker 1849.  Clistoabdominalis reipublicae ingår i släktet Clistoabdominalis och familjen ögonflugor. Inga underarter finns listade i Catalogue of Life.